# NGC 4712
NGC 4712 é uma galáxia espiral (Sbc) localizada na direcção da constelação de Coma Berenices. Possui uma declinação de +25° 28' 11" e uma ascensão recta de 12 horas, 49 minutos e 34,1 segundos.
A galáxia NGC 4712 foi descoberta em 28 de Março de 1832 por John Herschel.